# Glycyphana minima
Glycyphana minima är en skalbaggsart som beskrevs av Bates 1891. Glycyphana minima ingår i släktet Glycyphana och familjen Cetoniidae. Inga underarter finns listade i Catalogue of Life.